# Тсантса

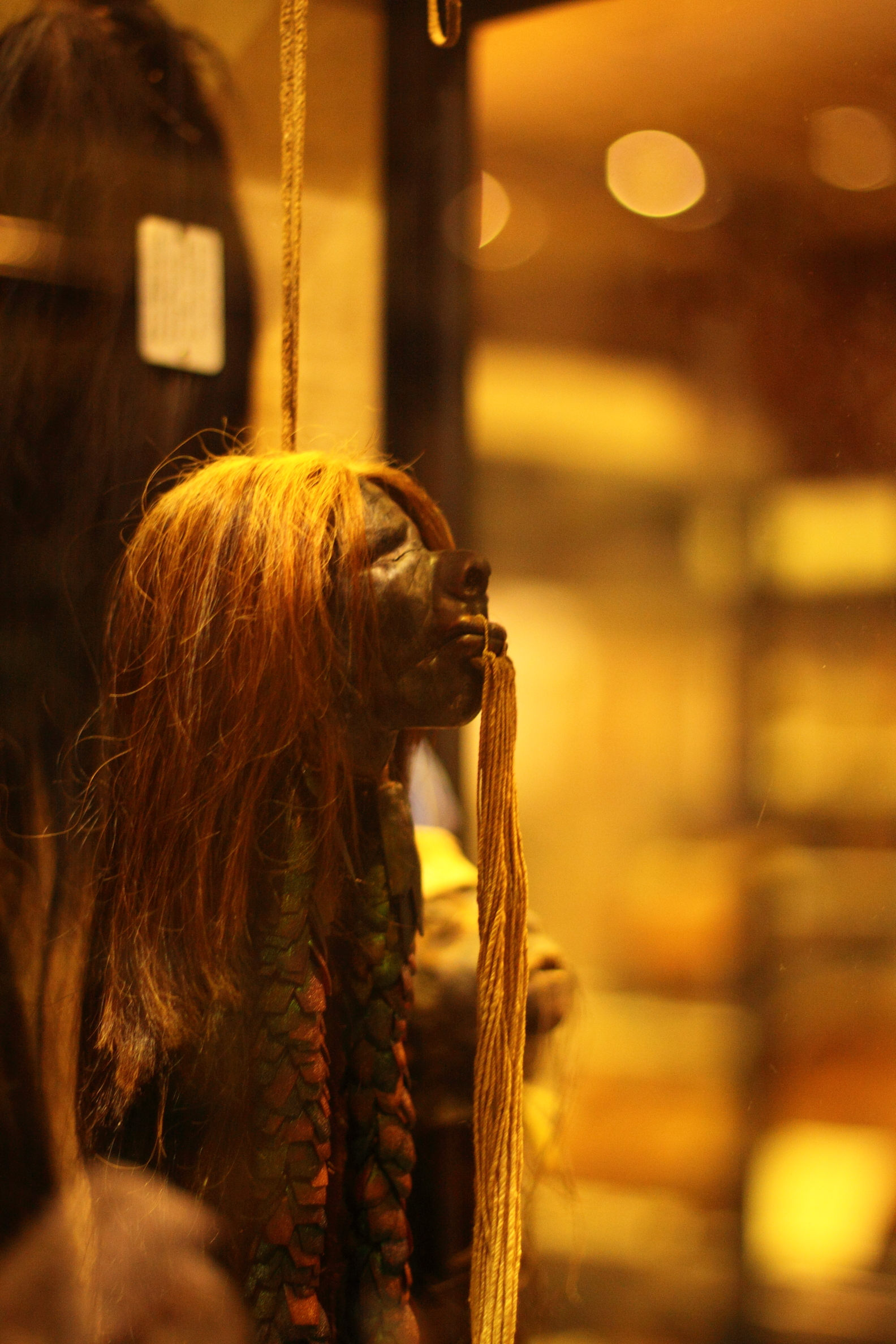
Тсантса

Тсантса — (tsantsa) — тубільна назва для висушених голів-трофеїв у корінних народів Амазонії та Перуанського нагір'я. 
Трофейна голова компактна (приблизно з кулак), зі збереженими рисами обліччя та з натуральним волоссям. В основі цієї практики – муміфікація бережно знятих з черепа зовнішніх тканин, які вимочують або виварюють у спеціальних дубильних сполуках, обсушують на нагрітому камені, а потім набивають вимоченим ганчір’ям. Індіанці Північної Америки широко відомі як «мисливці за скальпами». Андсько-амазонські племена хіваро аналогічним чином прозвали «мисливцями за головами» (варто зауважити, що «Jívaro» — штучне наймення для народів шуар, ачуар, шивіар, уамбіс та ауахун). Хіваро досі вірять, що голови тсантса є вмістилищем могутньої душі (в шуарів – mulsak), яку потрібно було вчасно законсервувати, аби вона потім не мстилася.
Військові трофеї з частин тіл подоланого противника часто були бажаною здобиччю воїна, який вважав, що з отриманням його він набував частину його магічної сили (це стосувалося навіть скіфських племен давнього Причорномор'я ). Багато в чому людоїдство первісних суспільств випливає із цієї причини. У давнину традиційне світосприйняття найчастіше керувалося концептами циклічності і покровительства померлих предків. Найдавніші людські практики з мертвою головою, модельованими черепами та з портретними масками можна сміливо вважати спробами втілення вмістилища концентрованої позатілесної людської сутності (тобто "душі").
Попит на такі трофеї с-поміж туристів ще сто років тому призводив до зростання злочинності у регіоні. Наразі полювання за головами переслідується законом і перебуває під забороною. Виставлені на продаж сучасні тсантса очікувано є підробками (і є цілі дослідження з методів розрізнення їх з оригіналами ). Цікавість антропологів до феномену тсантса нерідко вважається колоніальним проявом.

## Виготовлення
На відрізаній голові поваленого противника зі зворотного боку робиться довгий надріз від тім'я до шиї донизу, після чого шкіра акуратно стягується з черепа разом із волоссям. Це схоже на те, як обдирають шкури з тварин, щоб згодом обробити їх або набити опудало. Найвідповідальніше і найважче на даному етапі — обережно зняти шкіру з обличчя, тому що тут вона міцно з'єднується з м'язами, які воїн підрізає добре нагостреним ножем. Після цього череп із залишками м'язів викидається — він не становить жодної цінності, — а індіанець приступає до подальшої обробки та виготовлення тсантсу.
Для цього пов'язану ліаною шкіру на деякий час опускають у горщик із киплячою водою. Окріп вбиває мікроорганізми, а сама шкіра трохи сідає і стискається. Потім її витягують і насаджують на вістря встромленого в землю колу, щоб вона охолола. Із ліани капі робиться кільце того ж діаметра, що і майбутня тсантса, яка прив'язується до шиї. Голкою та ниткою з волокна пальми матау воїн зашиває розріз, що з'явився при «ошкурюванні» черепа.
Індіанці починають зменшувати голову того ж дня. На березі річки воїн знаходить три округлі камені і розжарює їх на багатті. Після цього один із каменів він засовує через шийний отвір усередину тсантса і катає його всередині, щоб той спалював волокна плоті, що пристали, і припікав шкіру. Потім камінь витягується і знову кладеться в багаття, а на його місце в голову кладуть наступний.
Безпосереднє зменшення голови виконують розпеченим піском. Його беруть із берега річки, насипають у розбитий глиняний горщик і гріють на вогні. А потім висипають усередину «голови», наповнивши її трохи більш ніж на половину. Потім тсантсу постійно перевертають, щоб пісок, переміщаючись усередині, ніби наждачний папір стер шматочки м'яса і сухожиль, що пристали, а також витончив шкіру: її потім легше зменшити. Так процедура повторюється багато разів поспіль, перш ніж результат виявиться задовільним.
Остиглий пісок висипається, знову розжарюється на вогні і знову насипається всередину голови. У перервах воїн начисто вишкрібає внутрішню поверхню тсантси ножем. Поки шкіра сушиться подібним чином, вона безперервно сідає і незабаром починає нагадувати голову карлика. Весь цей час воїн руками підправляє спотворені риси обличчя: важливо, щоб тсантса зберігала вигляд подоланого ворога. Цей процес може тривати кілька днів і навіть тижнів. Наприкінці шкіра голови сідає до чверті нормальної величини і робиться абсолютно сухою та жорсткою на дотик.
У губи вставляються три п'ятисантиметрові палички з міцної деревини пальми уві, одна паралельна іншій, які пофарбовані в червоний колір фарбою насіння іп'як. Навколо обв'язується бавовняна смужка, яка також пофарбована в червоний колір. Після цього вся тсантса, включаючи обличчя, чорниться деревним вугіллям .

## Популярність
Тсантса показується в сучасному кіно та мультфільмах, як популярний товар різних «лавок жахів» або атрибут зловісних чаклунів та обрядів. Її можна побачити у фільмі «Бітлджюс», у мультсеріалі «Сімпсони» (4-й сезон, «Treehouse of Horror III»), у кінофільмі «Гаррі Поттер і в'язень Азкабану», у фільмі «Пірати Карибського моря 3» (матінка капітана Джека Спарроу на поясі його татуся Тіґа), у серіалі «Коломбо» (8-й сезон, «Великі маневри», Grand Deceptions), «Монстри на канікулах», «Мумія повертається» та інших.

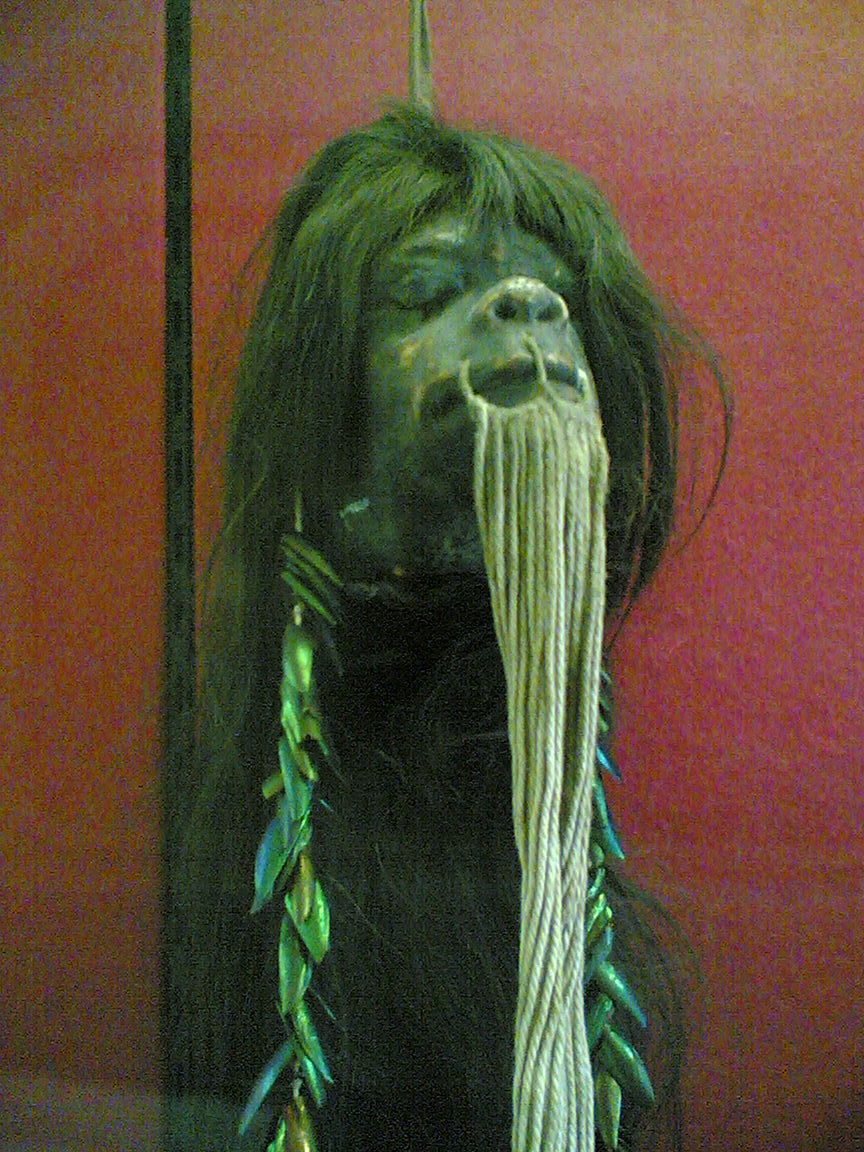
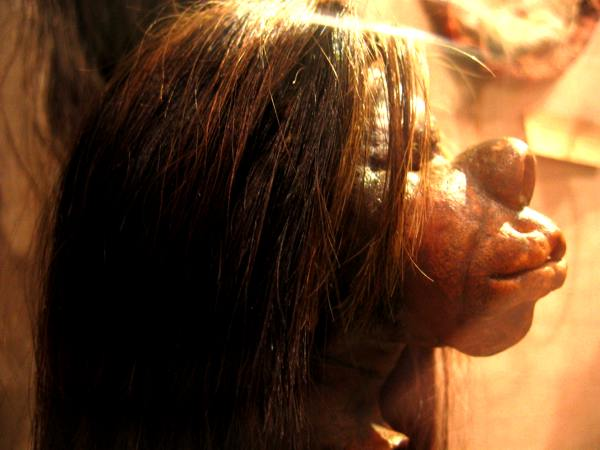
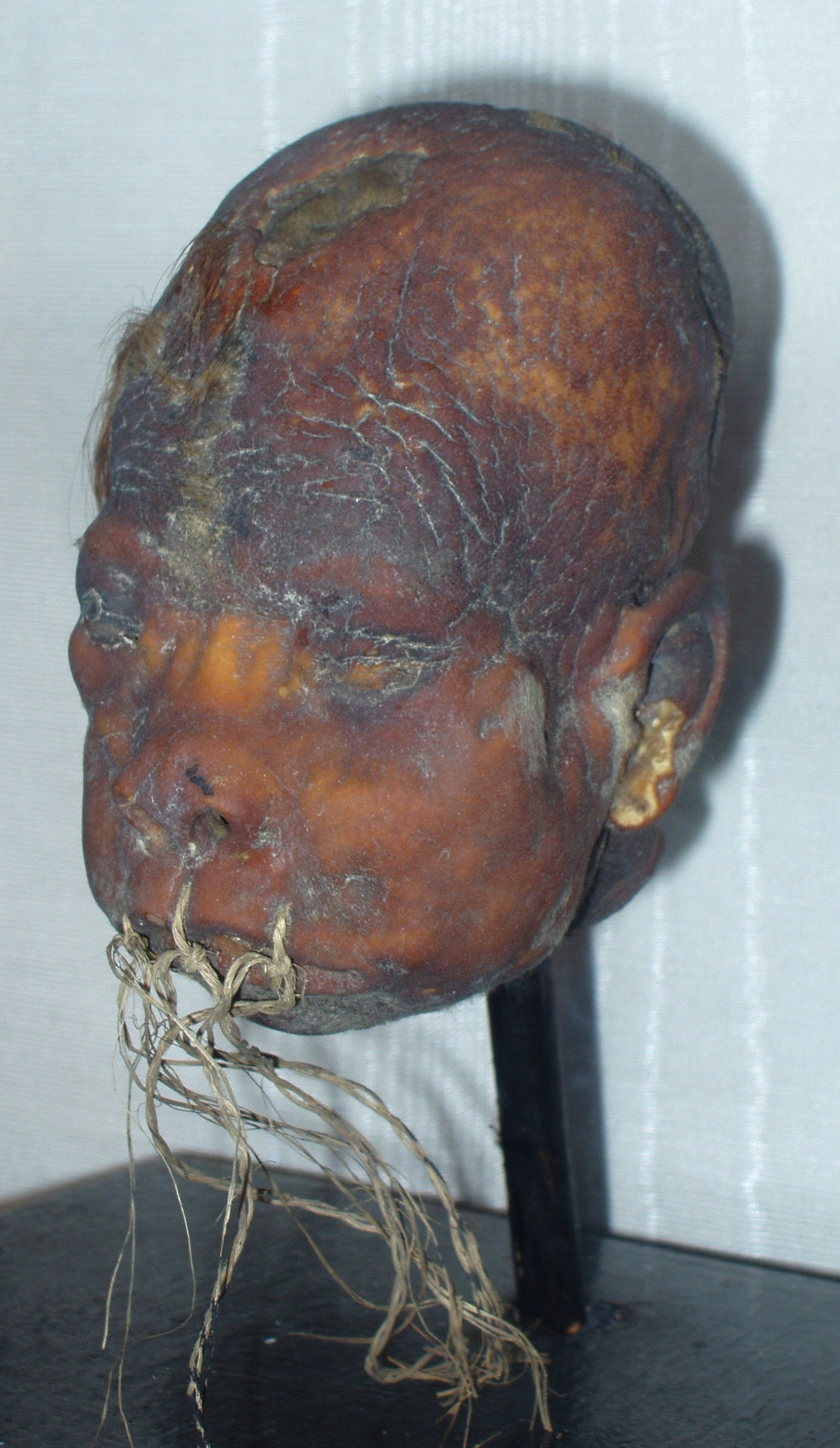
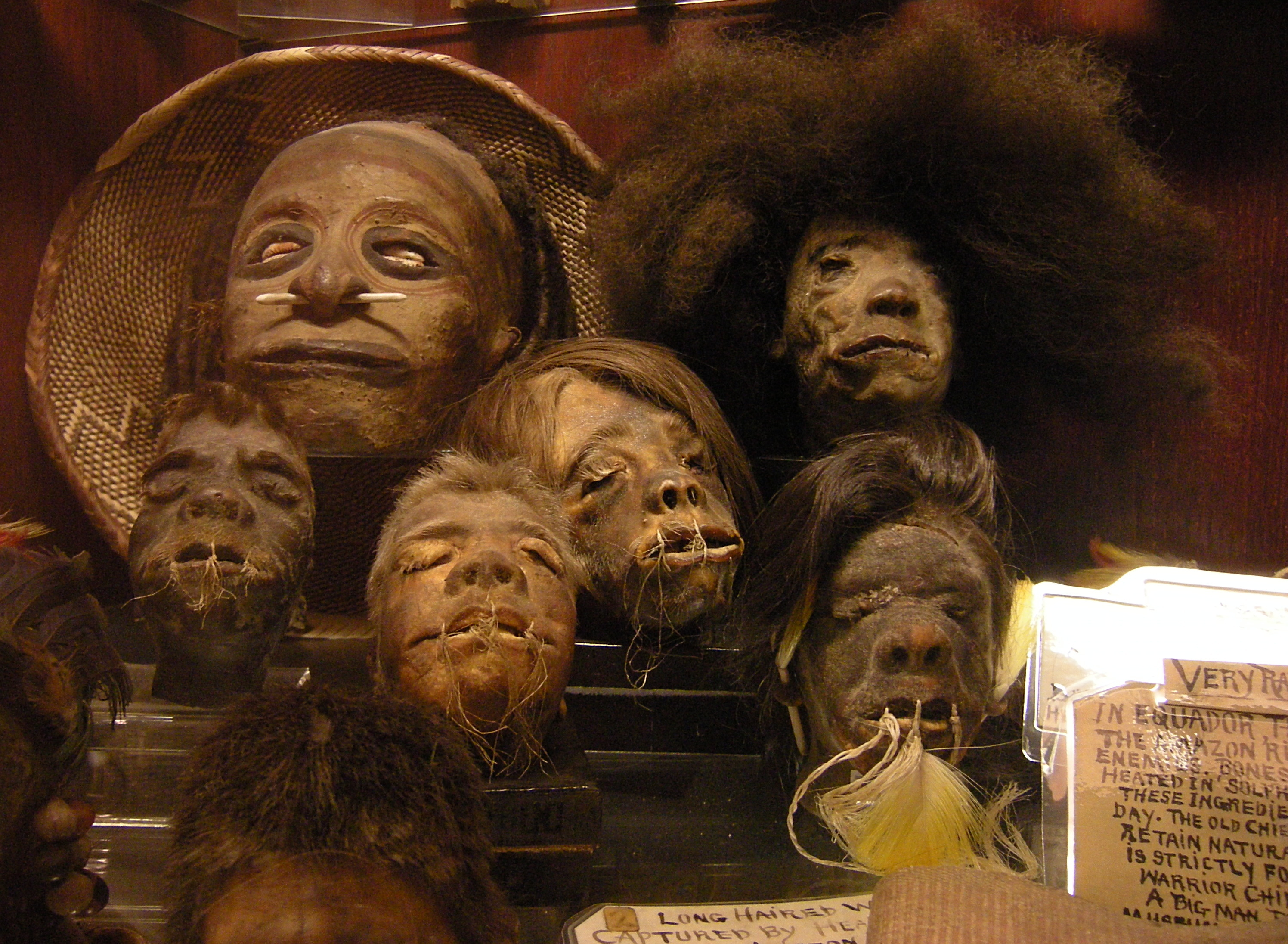
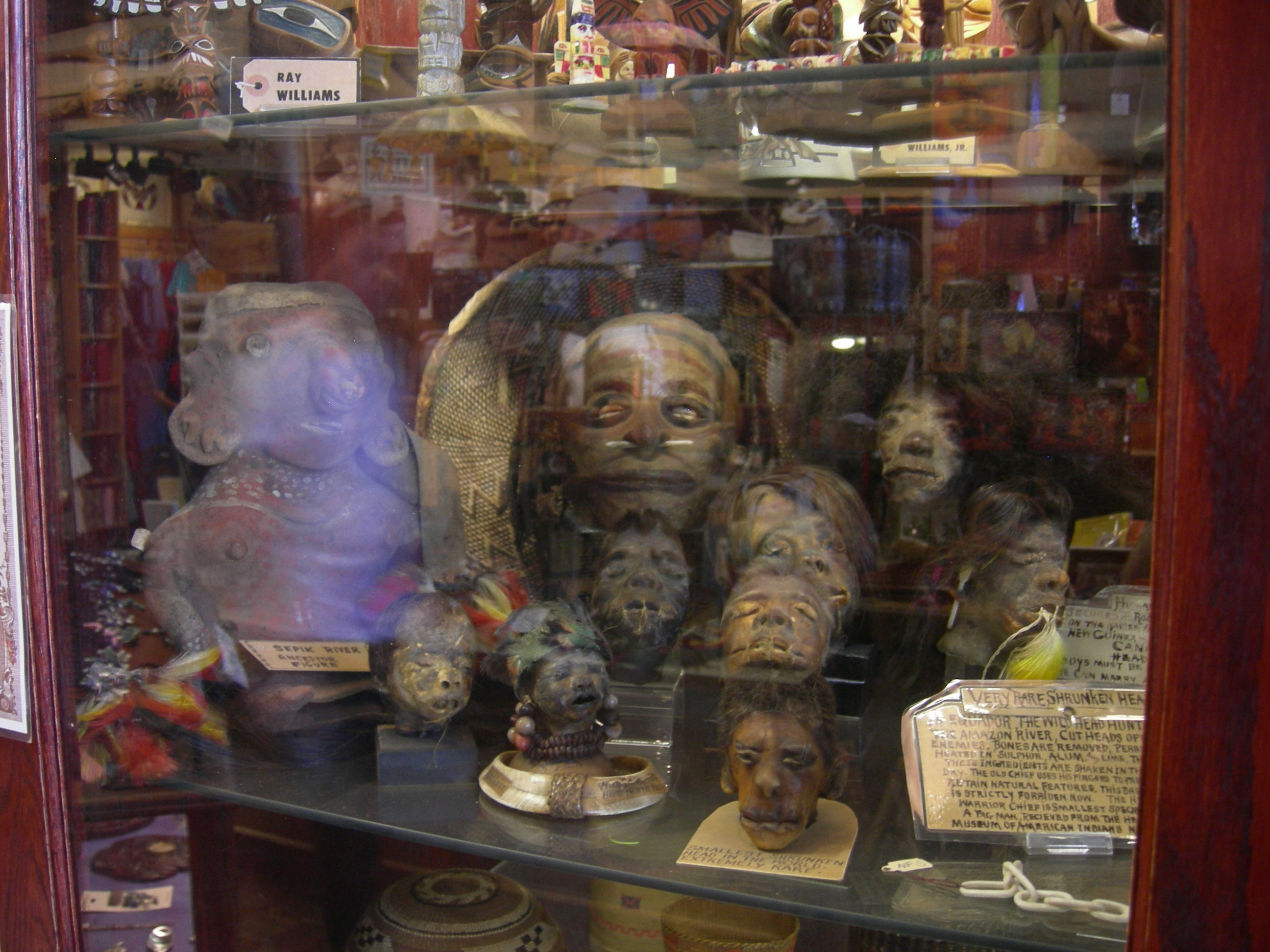
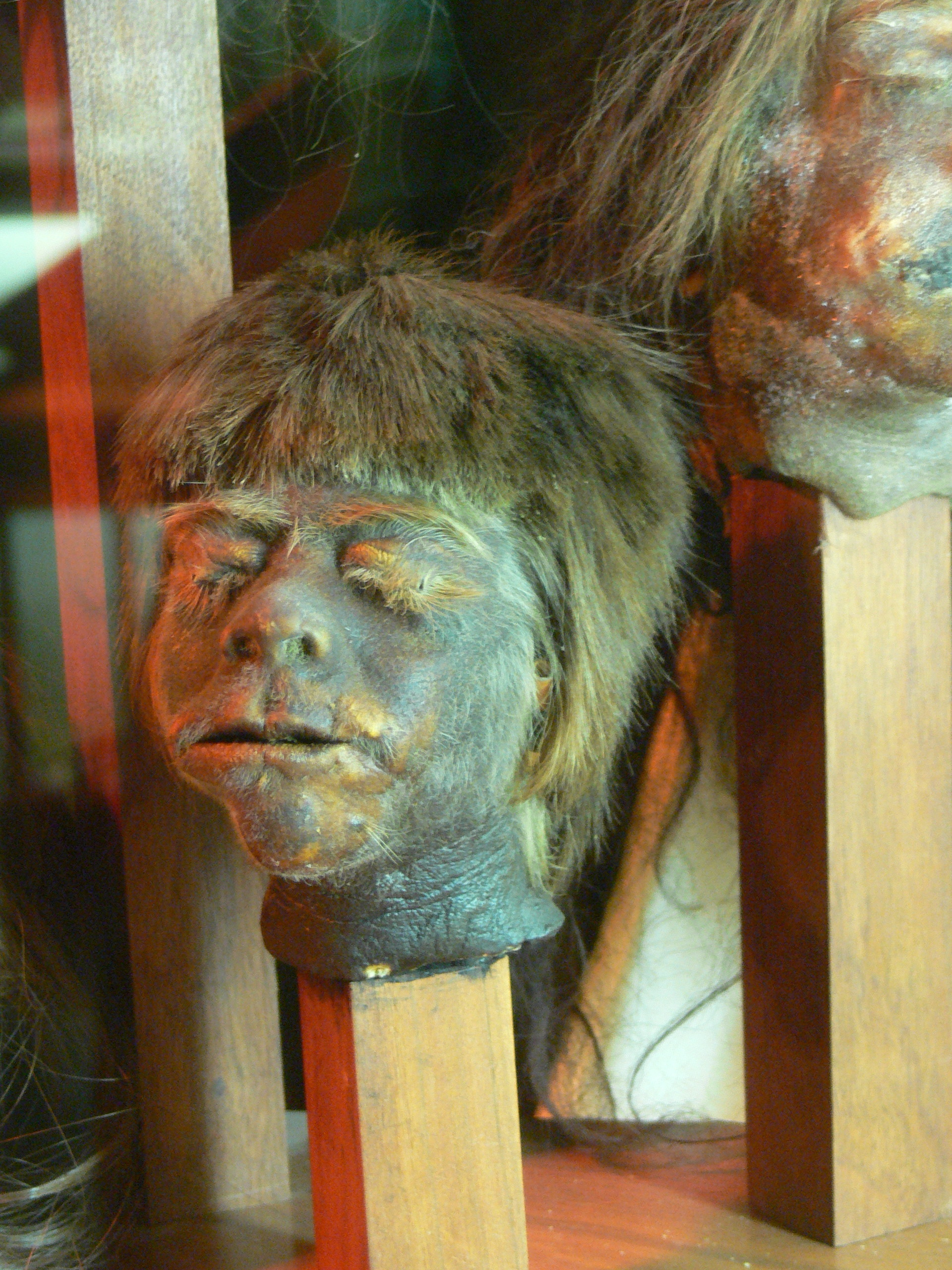
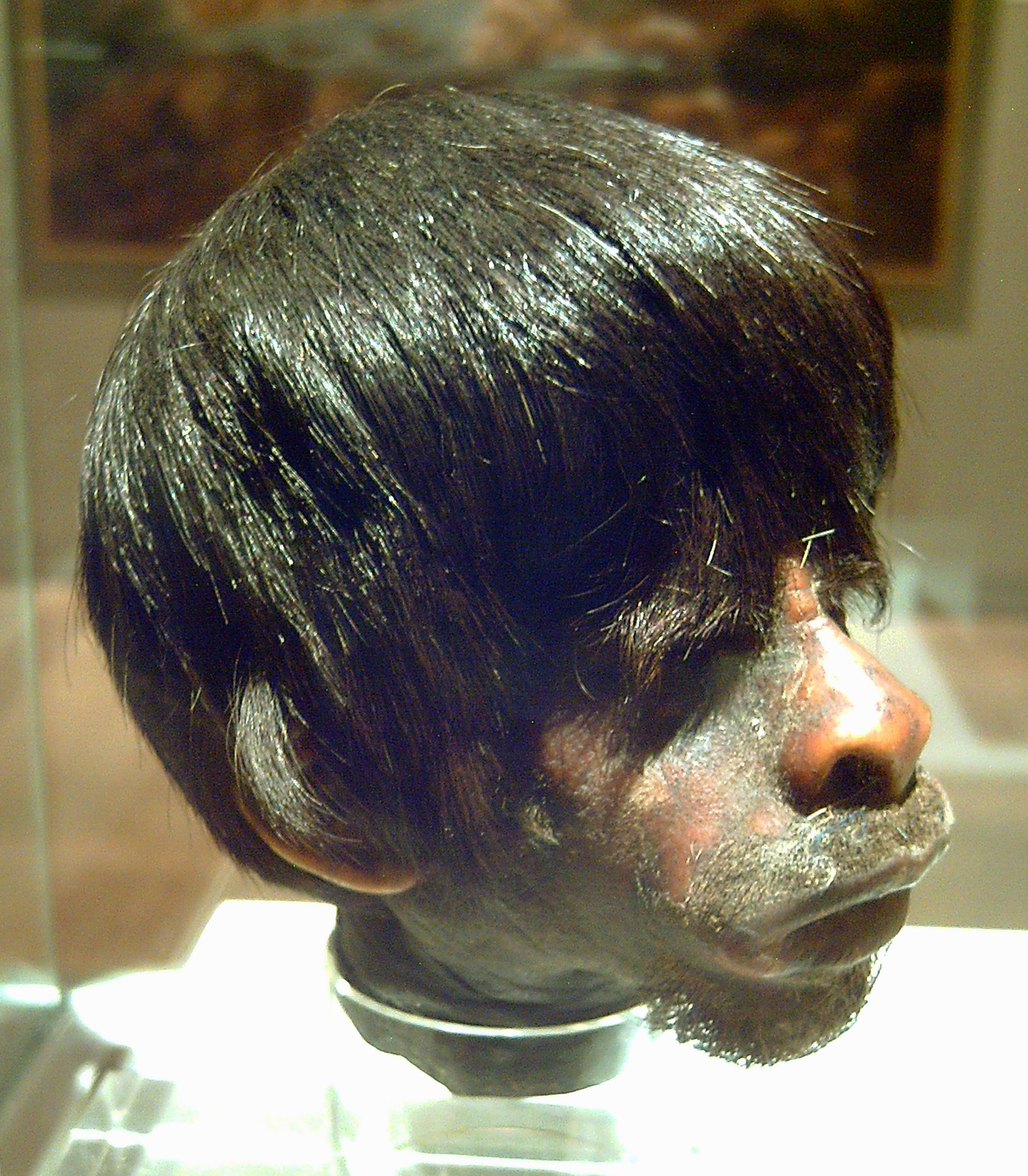